# 22. Kurentovanje (1982)
Kurentovanje 1982 je bil dvaindvajseti uradni ptujski karneval, 21. februarja, na pustno nedeljo.
Skupaj sta ga že deseto leto zapored organizirala Folklorno društvo Ptuj in Turistično društvo Ptuj. Dopoldanskemu etnografskem prikazu z 23 izvirnimi maskami na mestni tržnici, je sledila popoldanska karnevalska povorka na kateri se je zbralo čez 40,000 obiskovalcev. Vse skupine so navdušile, še posebej pa OŠ Tone Žnidaršič (Mladika), ki je prikazala tedaj tako popularni račji ples. Tudi gostinci so se odlično odrezali, saj so navkljub nepopisni gneči uspeli postreči vse goste, morda je na ulicah malce primanjkovalo le stojnic s pijačo in jedačo. Obiskovalci so pogrešali tudi spominke, ki jih ni bilo v prodaji. Tudi za parkirne prostore je bilo dobro poskrbljeno.
Obvezna vstopnina je za odrasle znašala 30 dinarjev, za najmlajše pa po 10 dinarjev, strošek celotne prireditve pa je znašal 1 milijon dinarjev, od tega so z vstopninami pokrili le eno petino. Spominkov tokrat niso prodajali. 

## Spored

### Dopoldanski prikaz etnografskih likov na tržnici
Prikaz 23 etnografskih skupin se je zgodil ob 10. uri na mestni tržnici (Titov trg):
- 1. Pokači (Markovci, Podlehnik)
- 2. Kopjaši (Markovci)
- 3. Orači (Podlehnik)
- 4. Fašange (Draž pri Osijeku)
- 5. Ples vil s kraljico (Zabovci)
- 6.  Perchte (Fachs pri Salzburgu)
- 7. Šrangarji (Obrež)
- 8. Pustni plesači (Pobrežje pri Vidmu)
- 9. Orači (Lancova vas, Podlehnik)
- 10.  Blumarji (Beneška Slovenija)
- 11. Klada (Spodnja Polskava)
- 12. Orači (Markovci)
- 13. Vasiličarski vavari (Bitola iz Makedonije)
- 14. Pustni plesači (Beltinci)
- 15. Pustovi (Drežnica pri Kobaridu)
- 16. Borovo gostüvanje (Beznovci v Prekmurju)
- 17. Kopanjarice (Markovci)
- 18. Piceki in kokotički (Markovci)
- 19. Maškure (Turčišće pri Čakovcu)
- 20.  Perchtelauf (Spital iz Avstrije)
- 21. Rusa, Medved, piceki in drugi pustni liki (Markovci, Strmec pri Leskovcu)
- 22. Ploharji (Cirkovci)
- 23. Koranti (Markovci, Ptuj... in okolica)

### Popoldanski sprevod karnevalskih skupin po mestu
Ob 14. uri po mestnih ulicah:
- Dopoldanskim skupinam so se na etnografskem delu popoldanske karnevalske povorke pridružili še:

– Orači (Lancova vas)
- V karnevalskih maskah oz. pustnih šemah popoldanske karnevalske povorke pa so nastopale:

– Motorizirane in ostale karnevalske skupine, ptujske osnovne šole in pihalne godbe
– Rimljani, Slovani in ostale karnevalske maske

## Ostale prireditve
Tudi najmlajši so na pustni ponedeljek imeli otroško maškerado v Športni dvorani Mladika na Ptuju, ki ga je organiziralo društvo prijateljev mladine Ptuj z množico domiselnih mask; klovni, pajaci, dimnikarji, indijanci, vitezi, polži, mački, zajci, leopardi in kurenti. Na pustni torek pa še v vrtcih in šolah.

## Nagrade
Komisija, ki je ocenjevala skupine je razdelila nagrade v skupni višini 95,200 dinarjev naslednjim skupinam takole:

### Karnevalske skupine
|                      | Karnevalske skupine                                                 | Nagrada         |
| -------------------- | ------------------------------------------------------------------- | --------------- |
| 1. nagrada           | »Rubikova kocka« (TGA Kidričevo)                                    | 10.000 dinarjev |
| 2. nagrada (deljena) | »Račji ples« (Labod TOZD Delta Ptuj)                                | 8.000 dinarjev  |
| 2. nagrada (deljena) | »Vinarski muzej v pepelu« (KK TOZD Kletarstvo Slovenske Gorice)     | 8.000 dinarjev  |
| 2. nagrada (deljena) | »Prikaz življena v KS Cirkulane« (Krajevna skupnost Cirkulane)      | 8.000 dinarjev  |
| 3. nagrada (deljena) | »Potrošnikove sanje« (Mip)                                          | 5.000 dinarjev  |
| 3. nagrada (deljena) | »Prikaz osebne in kolektivne odgovornosti« (Emona Merkur)           | 5.000 dinarjev  |
| 3. nagrada (deljena) | »Prikaz osebne in kolektivne odgovornosti« (Agis)                   | 5.000 dinarjev  |
| 3. nagrada (deljena) | »Prikaz osebne in kolektivne odgovornosti« (Hiko Olga Meglič)       | 5.000 dinarjev  |
| 3. nagrada (deljena) | »Izvozno uvozna politika« (Gorenje Tozd Elektronika)                | 5.000 dinarjev  |
| 4. nagrada (deljena) | »Borba za stolčke« (NTK Poetovio)                                   | 3.000 dinarjev  |
| 4. nagrada (deljena) | »Aktualizirane igralne karte« (Skupina Milka Cimermana)             | 3.000 dinarjev  |
| 4. nagrada (deljena) | »Petelini za kolektivni poslovodni organ« (Perutnina Ptuj)          | 3.000 dinarjev  |
| 4. nagrada (deljena) | »Prikaz vlaganja denarja v šport namesto v gospodarstvo« (Opekarna) | 3.000 dinarjev  |
| 4. nagrada (deljena) | »Mestni promet leta 2000« (Certus)                                  | 3.000 dinarjev  |
| 4. nagrada (deljena) | »Naftaland« (Agrotransport)                                         | 3.000 dinarjev  |
| 4. nagrada (deljena) | »Dupleška mornarica« (TD Duplek)                                    | 3.000 dinarjev  |
| 5. nagrada (deljena) | »Ekspresna delavnica« (Podlehnik)                                   | 2.000 dinarjev  |
| 5. nagrada (deljena) | Komunala, gradbeništvo in promet                                    | 2.000 dinarjev  |
| 5. nagrada (deljena) | »Idealna razredna skupnost« (CSUI Ptuj)                             | 2.000 dinarjev  |
| 5. nagrada (deljena) | »Sovlaganje v premogovnike« (Ptujski Les)                           | 2.000 dinarjev  |
| 5. nagrada (deljena) | »carinski prekrški« (Mip)                                           | 2.000 dinarjev  |
| 6. nagrada (deljena) | »Festival punka«                                                    | 1.000 dinarjev  |
| 6. nagrada (deljena) | »Skupina Mirka Čeha« (Duplek)                                       | 1.000 dinarjev  |
| 6. nagrada (deljena) | »Skupina Martina Klinca« (Markovci)                                 | 1.000 dinarjev  |

- Posebno nagrado v višini 2,000 dinarjev pa je prejela še skupina učencev in učiteljev iz OŠ Tone Žnidaršič (Mladika) za »Račji ples«.

## Trasa

### Mednarodna karnevalska povorka
- Dravska (start) – Trg svobode (Minoritski trg) – Krempljeva – Trg mladinskih delovnih brigad (Mestni trg) – Lackova – Trstenjakova –
 Hotel Poetovio – Osojnikova – Gregorčičev drevored – Potrčeva – Srbski trg (UE Ptuj) – Titov trg (mestna tržnica) – Miklošičeva –
 Trg mladinskih delovnih brigad (Mestni trg) – Krempljeva – Trg svobode (Minoritski trg) – Dravska (zaključek)

## Opomba
Ptujski Tednik je to Kurentovanje napačno navajal kot 21. karneval, kar preprosto ne drži, saj je bil v resnici to že 22. uradno organiziran karneval. Tednik ni upošteval že organiziranega, a odpadlega 20. Kurentovanja (1980). Organizirani, a odpadli dogodki prav tako štejejo v statistiko.
Drugače kot leta 1964, ko Kurentovanja niso organizirali. Tednik je to popravil leta 1984, ko je dogodek pravilno navedel kot 24. Kurentovanje.